# Liang Qin
Liang Qin, née le 28 juillet 1972, est une escrimeuse chinoise pratiquant l'épée.  Elle remporte la médaille de bronze par équipes aux Jeux olympiques d'été de 2000.

## Palmarès
- Jeux olympiques
  -  Médaille de bronze à l'épée par équipe aux Jeux olympiques de 2000 à Sydney[1]